# سیارک ۵۶۰۵
سیارک ۵۶۰۵ (به انگلیسی: 5605 Kushida، نامگذاری:1993DB) پنج هزار و ششصد و پنجمین سیارک کشف شده‌است که در ۱۷ فوریه ۱۹۹۳ کشف شد.
قدر مطلق سیارک برابر ۱۳٫۲۰ است.